# Hansův ostrov
Hansův ostrov (Hans Island, Hans Ø, Tartupaluk) je neobydlený ostrůvek o rozloze 1,3 km² v Kennedyho průlivu mezi Ellesmerovým ostrovem a Grónskem. Ostrov, který leží uprostřed průlivu, si od roku 2022 přibližně napůl dělí Kanada i Dánsko (Grónsko), které předtím o něj vedly dlouhodobý spor.
Ostrov objevil v roce 1871 polárník Charles Francis Hall a pojmenoval ho podle inuitského člena své výpravy Hanse Hendrika. V roce 1933 potvrdil Stálý dvůr mezinárodní spravedlnosti dánský nárok na celé Grónsko. V roce 1973 došlo při vytyčování námořní hranice mezi Dánskem a Kanadou k prvnímu sporu o Hansův ostrov. V letech 1980 až 1983 prováděla kanadská společnost Dome Petroleum geologický průzkum oblasti. Právě zostřující se soupeření o nerostné zdroje Arktidy, které se v důsledku globálního oteplování stávají přístupnějšími, vedl k vyhrocení konfliktu. Obě strany několikrát provedly vylodění na ostrově, vyvěsily tam své vlajky (a zanechaly láhve alkoholu vyrobeného ve své zemi). Proto je konflikt v médiích s nadsázkou označován i jako Whisky War (obě země jsou členy NATO, takže jsou smluvní spojenci). Proběhla také tzv. Google War, kdy obě země ovlivňovaly internetové vyhledávače, aby podpořily své nároky. Diplomatická jednání o společné správě ostrova nakonec vedla k jeho rozdělení mezi obě strany sporu. Hranice dlouhá asi 1,2 km vznikla 14. června 2022 a probíhá roklí uprostřed ostrova, přičemž východní o něco větší část ostrova patří Grónsku a západní část kanadskému teritoriu Nunavut.